# 中四路286号别墅
中四路286号别墅位于中国江西省九江市庐山牯岭东谷中四路286号，于2000年被列为江西省文物保护单位。
中四路286号别墅为“原美国科齐南别墅”，1903年由驻南京和安徽怀远的美国北长老会传教士柯德义（James B Cochran）建造。1936年，该别墅由国民政府教育部驻庐山办事处购得。1961年中共中央工作会议期间，邓小平在此居住。1970年中共九届二中全会期间，董必武在此居住。
该别墅为一层平房，面积约200平方米，平面呈矩形。